# 9С32
9С32 (за класифікацією НАТО — Grill Pan) — радянська та російська самохідна багатоканальна станція наведення ракет зі складу ЗРС С-300В.

## Історія створення
Проєктування РЛС 9С32 було розпочато за єдиними тактико-технічними вимогами до ЗРС С-300В, в тульському НДЕМІ під керівництвом заступника головного конструктора Р. С. Толмачова. Роботи велись в тематичному відділі 3 разом з галузевими підрозділами. Після виготовлення першого дослідного зразка був виявлений ряд серйозних недоробок, серед яких був неприйнятний метод усунення неоднозначностей, базований на змінах частоти повторення в сигналі. Основними недоліками обраного методу були надмірний час, затрачений на всю процедуру (близько 100 секунд), а також повна недієздатність РЛС при появі у промені двох цілей. У 1975 році при створенні другого дослідного зразка був використаний новий метод усунення неоднозначностей, базований на сигналі зі змінною частотою. Метод реалізований на межі можливостей рівня розвитку електроніки того часу, що пов'язано з характером доопрацювань конструкцій і матеріальної бази машини, а також з огляду на терміни виконання робіт. У 1983 році комплекс С-300В1 був прийнятий на озброєння у складі командного пункту 9С457, РЛС 9С15, багатоканальної станції наведення ракет 9С32, пускової установки 9А83, пуско-заряджальної установки 9А85 і зенітної керованої ракети 9М83. У 1988 році був проведений другий етап випробувань, після якого комплекс С-300В був доповнений РЛС 9С19, пусковою установкою 9А82, пуско-заряджальною установкою 9А84 і зенітною керованою ракетою 9М82.

## Опис конструкції
9С32 є трикоординатною багатоканальною станцією наведення ракети. Машина обладнана когерентно-імпульсною РЛС, що працює в сантиметровому діапазоні електромагнітних хвиль. Шляхом застосування фазованої антенної решітки станція здійснює електронне сканування променя. Управління променем провадиться за допомогою спеціальної ЕОМ.
Станція здійснює секторний пошук цілей та їх подальше супроводження, як в автономному, так і в режимі цілевказівок, а також одночасно управляє пусковими та пуско-зарядними установками. 9С32 здатна здійснювати передачу інформації для пуску одночасно до 12 зенітних керованих ракет по 6 цілям.
| Характеристики виявлення цілей БСНР 9С32 |                                 |                            |
| Тип цілі                                 | Дальність виявлення, км         | Час переходу в супровід, с |
| Винищувач (в режимі цілевказівок)        | 150 (висота польоту понад 5 км) | 11                         |
| Винищувач (в автономному режимі)         | 140                             | 11                         |
| Р-11                                     | 90                              |                            |
| MGM-31 Pershing                          | 140                             | 5                          |
| Авіаційні ракети                         | 80                              |                            |

### Ходова частина
Всі засоби багатоканальної станції наведення ракет 9С32 встановлені на спеціальне гусеничне шасі, що має індекс ГБТУ — «Об'єкт 833» (рос. Объект 833). Шасі розроблено у конструкторському бюро Ленінградського заводу імені Кірова. В основі конструкції лежить шасі самохідної гармати 2С7 «Піон». Змінено положення моторно-трансмісійного відділення (перенесено до кормової частини машини), вузли та агрегати шасі по окремих вузлах уніфіковані з танками Т-72 та Т-80.

## Модифікації
- 9С32 — багатоканальна станція наведення ракет ЗРС С-300В
- 9С32-1 — багатоканальна станція наведення ракет ЗРС С-300В1
- 9С32М — багатоканальна станція наведення ракет ЗРС С-300ВМ